# Dysphania latiplaga
Dysphania latiplaga là một loài bướm đêm trong họ Geometridae.